# نشان خلبان
نشان خلبان یا نشان هوانورد یا وینگ خلبان یک نشان است که در اکثر نیروهای نظامی جهان برای تعیین افرادی که آموزش و صلاحیت در زمینه هوانوردی نظامی را دریافت کرده‌اند استفاده می‌شود. نشان خلبانی ابتدا در ارتش اتریش-مجارستان در سال ۱۹۱۳ برای تشخیص خلبانان نظامی آموزش دیده و همچنین تمایز بین خلبانان نظامی و سربازان پیاده نیروهای زمینی معمولی طراحی شد.

## اتریش-مجارستان

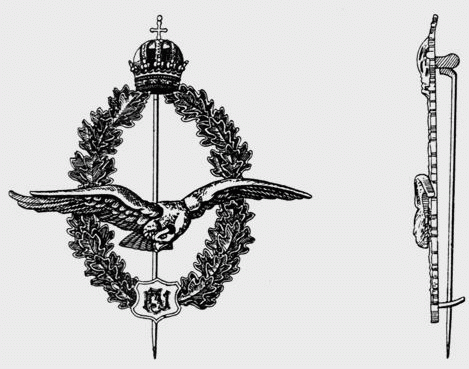
نشان رسمی طراحی شده از سوی دولت اتریش به شماره ۲/۱۹۱۳
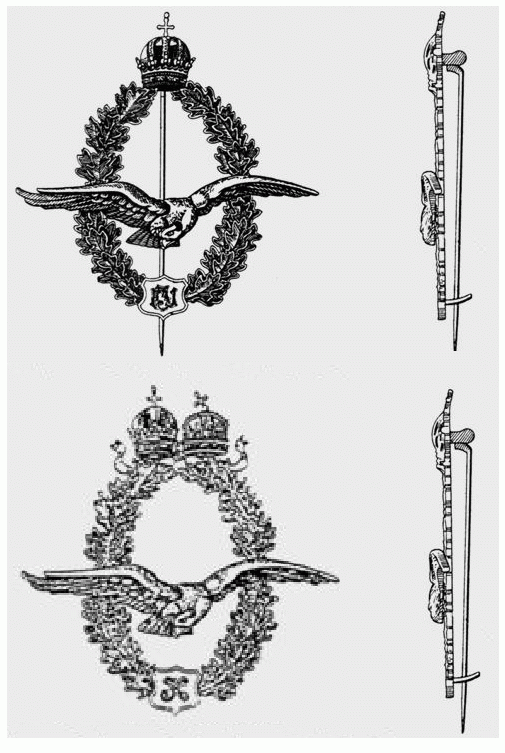
نشان سربازان هوانوردی اتریش-مجارستان، در بین سال‌های ۱۹۱۳ تا ۱۹۱۷ میلادی
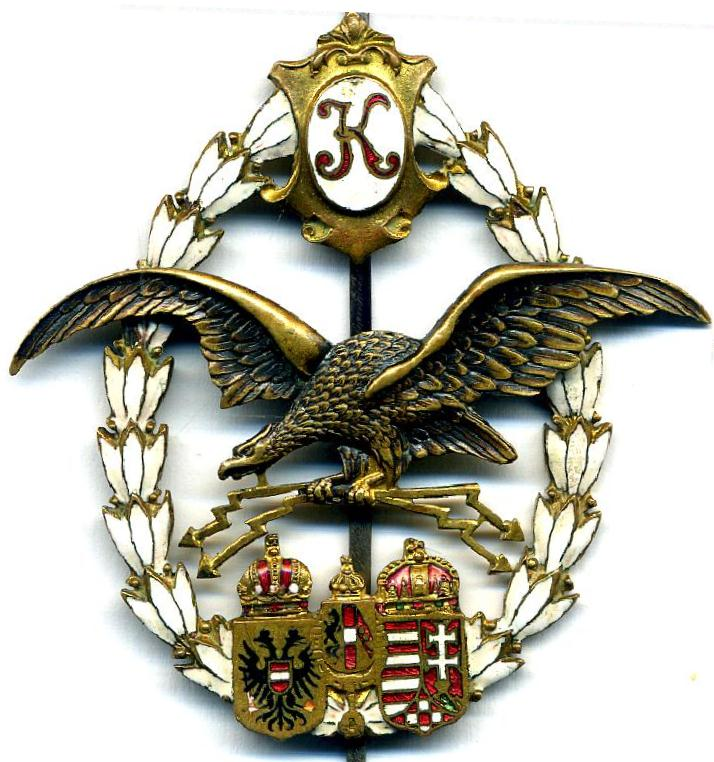
نشان ناظران نیروهای هوانوردی اتریش-مجارستان، ۱۹۱۷ میلادی

## بلژیک

وینگ / نشان / بریوت خلبان نیروی هوایی بلژیک

## بنگلادش

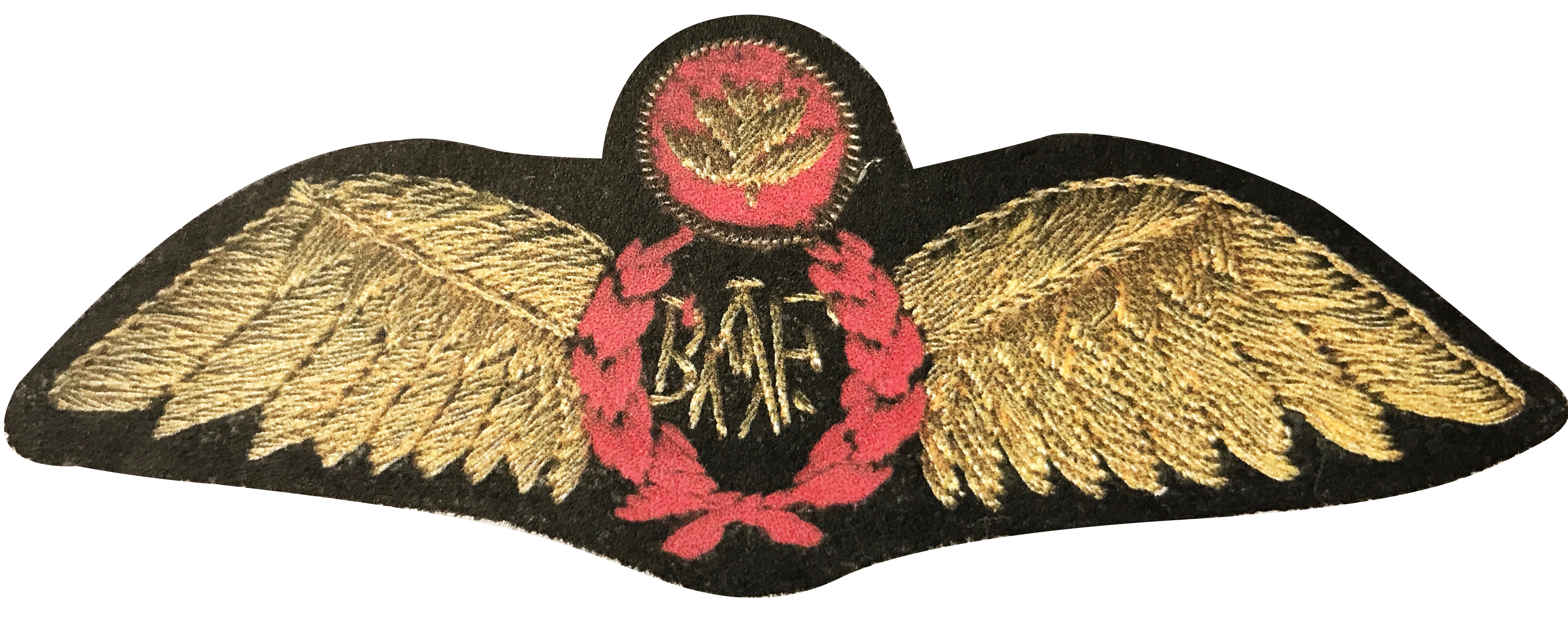
نشان هوانوردی نیروی هوایی بنگلادش (BAF).

## کانادا

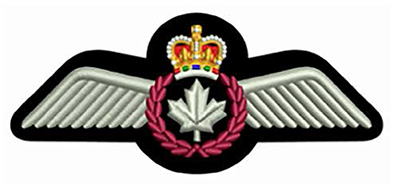
نشان پرواز خلبان نیروی هوایی سلطنتی کانادا

## چین

نشان نیروی هوایی ارتش آزادیبخش خلق چین از سال ۲۰۰۷ میلادی

## ایران

نشان خلبانی نیروی هوایی ارتش جمهوری اسلامی ایران

## دانمارک

بال / نشان / بریوت خلبان نیروی هوایی سلطنتی دانمارک

## فرانسه

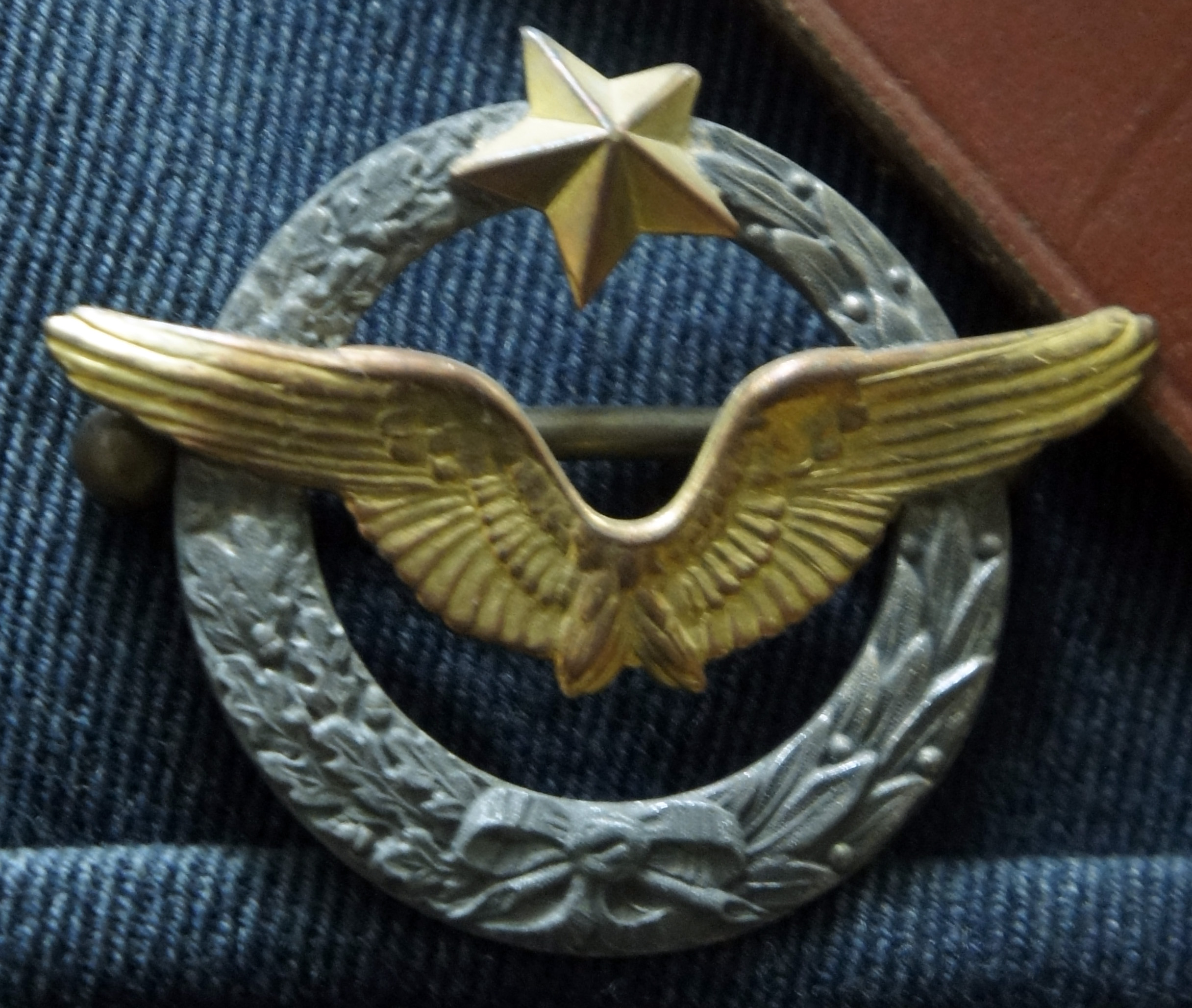
نشان خلبان
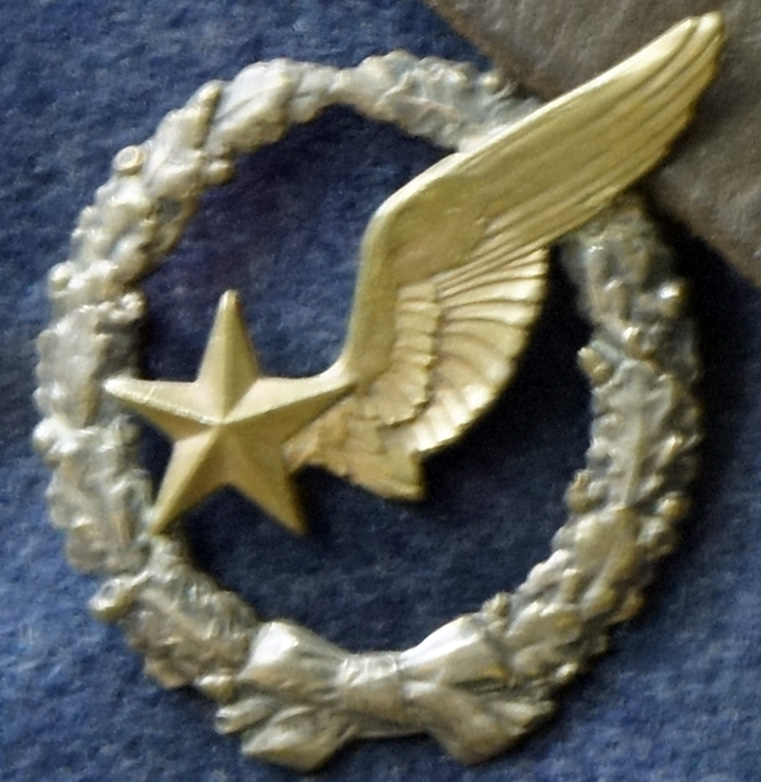
نشان ناظر
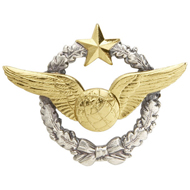
نشان ناوبر
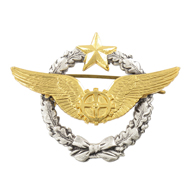
نشان دکتر پرواز
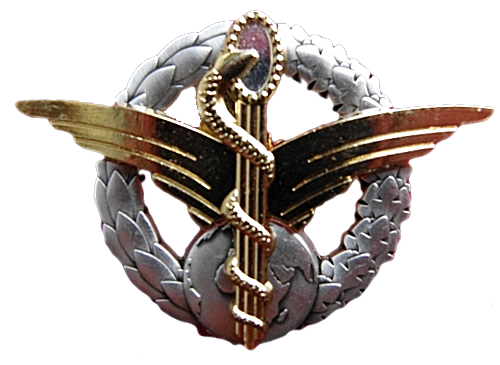
پرستار پرواز نیروی هوایی
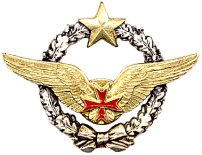
خلبان بیمار نیروی هوایی
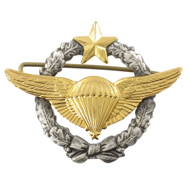
نشان چترباز
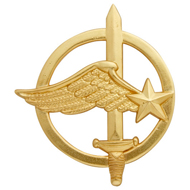
نشان کماندوی نیروی هوایی

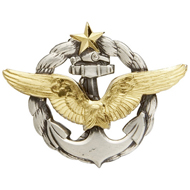
نشان خلبان نیروی دریایی

## آلمان

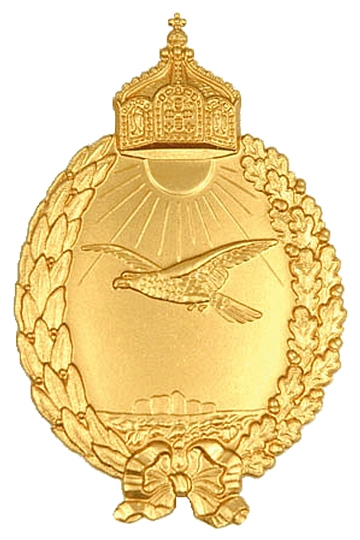
نشان برای خلبانان نیروی دریایی از هواپیماهای دریایی ۱۹۱۳
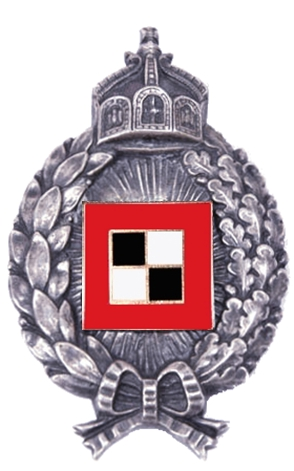
نشان برای افسران ناظر از هواپیماها ۱۹۱۴
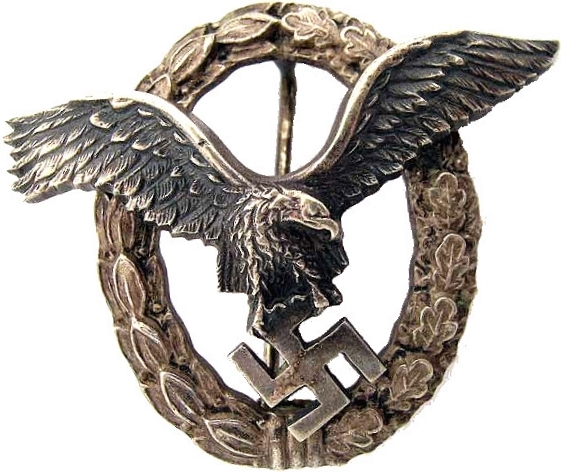
نشان خلبانان لوفت‌وافه در حکومت نازی‌ها
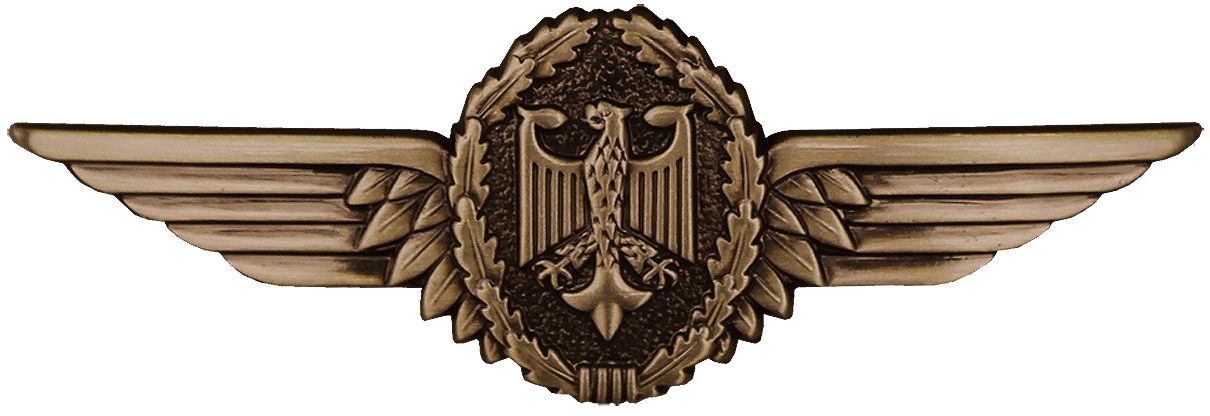
نشان هوانوردی آلمان با جنس برنزی، پس از سال ۱۹۵۵ میلادی

## پاکستان

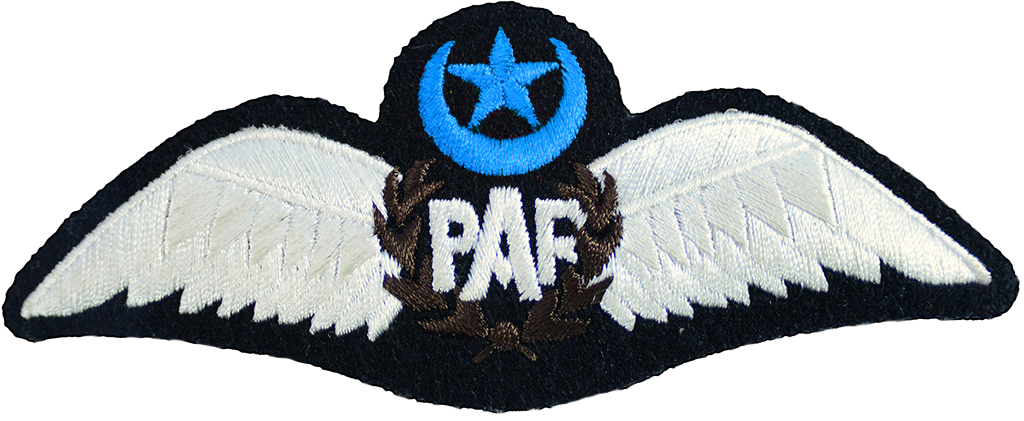
نشان هوانوردی نیروی هوایی پاکستان (PAF).

## انگلستان

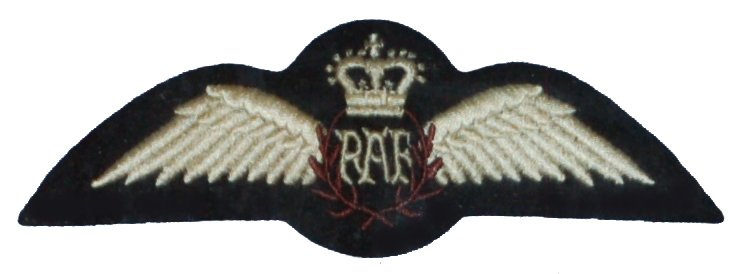
نشان پرواز خلبان نیروی هوایی سلطنتی

## مجارستان

### ۱۹۳۸-۱۹۴۵
|  |  |  |

### بعد از سال ۱۹۹۰ میلادی
|  |  |  |